# Štrpce
Štrpce (serb.-cyrylica Штрпце, alb. Stërpcë lub Shtërpca) – miasto w południowym Kosowie (region Gnjilane), liczy około 13 tys. mieszkańców, większość stanowią Serbowie (67%). Burmistrzem miasta jest Stanko Jakovljević.
Štrpce położone są kilka kilometrów od granicy z Macedonią Północną, w górach Szar Płanina, nad rzeką Lepenac.